# Liste der Monuments historiques in Arc-lès-Gray
Die Liste der Monuments historiques in Arc-lès-Gray führt die Monuments historiques in der französischen Gemeinde Arc-lès-Gray auf.

## Liste der Immobilien
| Bezeichnung         | Beschreibung | Standort                            | Kennzeichnung | Schutzstatus | Datum | Bild           |
| ------------------- | --- | ----------------------------------- | ------------- | ------------ | ----- | -------------- |
| Handelshaus Anthony | Gebäudeensemble um mehrere Höfe mit Wirtschafts- und Ziergärten und ehemaliger Gießerei, um 1729 und aus dem späten 18. Jahrhundert | 5–9 rue de Verdun (Lage)            | PA70000083    | Classé       | 2007  | weitere Bilder |
| Maison Trayvou      | Parkanlage des Anwesens eines Großhändlers, 19. Jahrhundert, Landschaftsarchitekt Henri Michel; auch auf der Gemarkung von Gray     | Gray, 17, 18 quai Villeneuve (Lage) | PA70000056    | Inscrit      | 2002  |                |

## Liste der Objekte
| Bezeichnung                 | Beschreibung                                                                | Standort                                    | Kennzeichnung | Schutzstatus | Datum | Bild |
| --------------------------- | --------------------------------------------------------------------------- | ------------------------------------------- | ------------- | ------------ | ----- | ---- |
| Kelch und Patene            | Silber, vergoldet, gemarkt 1783, Goldschmied Pierre-Ignace-Joachim Thiébaud | in der Kirche Nativité-de-Notre-Dame (Lage) | PM70000042    | Classé       | 1968  |      |
| Kelch und Patene            | Silber, vergoldet, 18. Jahrhundert                                          | in der Kirche Nativité-de-Notre-Dame (Lage) | PM70000043    | Classé       | 1968  |      |
| Ziborium mit Salbölbehälter | Silber, 18. Jahrhundert                                                     | in der Kirche Nativité-de-Notre-Dame (Lage) | PM70000044    | Classé       | 1968  |      |
| Gemälde Mariä Geburt        | Ölfarbe auf Leinwand, 18. Jahrhundert                                       | in der Kirche Nativité-de-Notre-Dame (Lage) | PM70000045    | Classé       | 1976  |      |
| gemäler mariä Himmelfahrt   | Ölfarbe auf Leinwand, 17. Jahrhundert; eventuell nach Rémy Vuibert          | in der Kirche Nativité-de-Notre-Dame (Lage) | PM70000046    | Classé       | 1978  |      |
| Skulptur Maria Immaculata   | Holz, farbig gefasst, 18. Jahrhundert                                       | in der Kirche Nativité-de-Notre-Dame (Lage) | PM70001989    | Inscrit      | 1974  |      |
| Orgel                       | Ensemble aus PM70003843 und PM70003844                                      | in der Kirche Nativité-de-Notre-Dame (Lage) | PM70003842    | Inscrit      | 1999  |      |
| Orgelprospekt               | aus der Kirche St-Pierre in Chalon-sur-Saône, 1976 in Arc-lès-Gray montiert | in der Kirche Nativité-de-Notre-Dame (Lage) | PM70003844    | Inscrit      | 1999  |      |
| Instrumentalteil der Orgel  | 1879 von Aristide Cavaillé-Coll gebaut                                      | in der Kirche Nativité-de-Notre-Dame (Lage) | PM70003843    | Inscrit      | 1999  |      |